# ويلي فان دير كويلين
ويلي فان دير كويلين (بالهولندية: Willy van der Kuijlen؛ 6 ديسمبر 1946 – 19 أبريل 2021) كان لاعب كرة قدم هولندي وكشافًا لنادي آيندهوفن.

## وصلات خارجية
- ويلي فان دير كويلين على موقع الاتحاد الأوربي (الإنجليزية)
- ويلي فان دير كويلين على موقع قاعدة بيانات كرة القدم.إي يو (الإنجليزية)
- ويلي فان دير كويلين على موقع ناشيونال فوتبول تيمز (الإنجليزية)